# Hermann Julius Kolbe
Hermann Julius Kolbe (Halle, 2 giugno 1855 – Lichterfelde, 26 novembre 1939) è stato un entomologo tedesco.
Fu il curatore del Museo zoologico di Berlino dal 1890 fino al 1921 ed era specializzato in coleotteri, psocoptera e in neurotteri.

## Opere principali
- Beziehungen unter der Arten von Poecilaspis (Cassididae) nebst Beschreibung einer von Herrn R. Rohde in Paraguay endeckten neuen Species dieser Gattung. Ent. Nachr., 13: 10-13 (1887).
- Beiträge zur Zoogeographie Westafrikas nebst einem Bericht über die während der Loango-Expedition von Herrn Dr. Falkenstein bei Chinchoxo gesammelten Coleoptera. Nova Acta Leop.-Carol. Deutsch. Akad. Naturf., 1, 3: 155-364 + 3 pl.(1887). (Pubblicato anche come E. Blochmann & Sohn, Dresden).
- Eine von Herrn Dr. med. Drake in Paraguay entdeckte neue Canistra-art. Ent. Nachr., 13: 27 (1887).
- Käfer und Netzflüger Ost-Afrikas. In: K. Möbius (ed.), Deutsch-Ost-Afrika. Wissenschaftliche Forschungsresultate über Land und Leute unseres ostafrikanischen Schutzgebietes und der Angrenzenden Lä nder. Band IV. Die Thierwelt Ost-Afrikas und der Nachbargebiete. Wirbellose Thiere. Verlag Dietrich Reimer (Ernst Vohsen), Berlino (1898).

## Collezioni
- Museum für Naturkunde, Berlino